# Coupe de Championnat 1897-1898
La Coupe de Championnat 1897-1898 è stata la terza edizione della massima serie del campionato belga di calcio disputata tra il 31 ottobre 1897 e il 20 marzo 1898 e conclusa con la vittoria del FC Liégeois, al suo secondo titolo.
Capocannoniere del torneo fu Franz König (Racing Club Bruxelles)

## Formula
Le squadre partecipanti furono cinque, una in meno rispetto alla stagione precedente, e disputarono un turno di andata e ritorno per un totale di otto partite.

## Squadre
| Squadra                              | Città     | Stadio | Stagione 1896-1897  |
| ------------------------------------ | --------- | ------ | ------------------- |
| RFC de Liège                         | Liegi     |        | 2°                  |
| Royal Antwerp Football Club          | Anversa   |        | 3°                  |
| Léopold Club de Bruxelles            | Bruxelles |        | 4°                  |
| Racing Club Bruxelles                | Uccle     |        | Campione del Belgio |
| Athletic & Running Club de Bruxelles | Uccle     |        | 5°                  |

## Classifica finale
|                   | Pos. | Squadra                              | Pt | G | V | N | P | GF | GS | DR  |
| ----------------- | ---- | ------------------------------------ | -- | - | - | - | - | -- | -- | --- |
| Belgio (bandiera) | 1.   | FC Liégeois                          | 14 | 8 | 6 | 2 | 0 | 30 | 5  | +25 |
|                   | 2.   | Racing Club de Bruxelles             | 10 | 8 | 4 | 2 | 2 | 18 | 7  | +11 |
|                   | 3.   | Léopold Club de Bruxelles            | 8  | 8 | 2 | 4 | 2 | 17 | 23 | -6  |
|                   | 4.   | Athletic & Running Club de Bruxelles | 6  | 8 | 2 | 2 | 4 | 11 | 17 | -6  |
|                   | 5.   | Anversa                              | 2  | 8 | 1 | 0 | 7 | 7  | 31 | -24 |

Legenda:

      Campione del Belgio
Note:

Due punti a vittoria, uno a pareggio, zero a sconfitta.

### Verdetti
- FC Liégeois campione del Belgio 1897-98.